# Хізб ут-Тахрір

Прапор партії

Хізб ут-Тахрі́р аль-Ісламі́ (араб. حزب التحرير الإسلامي‎‎ — «Ісламська партія визволення») — міжнародна ісламська політична партія, заснована 1953 року в Східному Єрусалимі суддею місцевого шаріатського апеляційного суду Такіюддіном ан-Набгані.
Хізб ут-Тахрір аль-Ісламі визнана терористичною організацією в Росії і Казахстані. Також члени партії переслідуються у деяких країнах Середньої Азії, однак за не пов'язаними з тероризмом обвинуваченнями. В Німеччині діяльність організації також було заборонено за невизнання Ізраїлю, однак ця заборона стосується тільки публічної діяльності партії, і німецькі правоохоронні органи не переслідують членів Хізб ут-Тахрір. В усіх інших країнах Європи та Америки партія діє легально та публічно.
Після смерті ан-Набгані 1977 року, організацію очолив палестинець Абдул Кадім Заллум. Після смерті Заллума 2003 року організацію очолив Ата Абу Рашта.
Декларована мета організації — відновлення справедливого ісламського стилю життя, ісламської держави (халіфату) та втілення у ній ісламської системи.

## Діяльність

### В світі
Активну діяльність вели філіали організації на Близькому Сході та у Північній Африці (Єгипет, Сирія, Марокко, Туніс, Судан, ОАЕ, Ємен, Кувейт, Палестина, Йорданія, Ліван, Ірак, Туреччина), у країнах Європейського союзу (Данії, Великій Британії) у Південній та Південно-Східній Азії (Бангладеш, Пакистан, Малайзія, Індонезія) і в Австралії. З 1995 року організація почала діяти в Узбекистані. Відомо також про діяльність групи на території країн колишнього СРСР (Україна, Таджикистан, Киргизстан, Казахстан, Азербайджан, Білорусь та Росія).

### В Україні
- 11 серпня 2007 року у Сімферополі відбулася конференція «Іслам. Вчора, сьогодні, завтра». Її було присвячено одній з найтрагічніших дат для усіх мусульманів, 28 Раджаб (3 березня) 1429 р. — день зруйнування Халіфату. Це було частиною подібних заходів, проведених у ці дні по всьому світу.
- 22 березня 2008 р. у Сімферополі пройшла конференція «Хіджра Посланця Аллаха — шлях до величі». Приурочена до дати встановлення Пророком Мухаммадом Ісламської держави.
- 2 серпня 2008 р., Сімферополь. Конференція «Радикалізм, екстремізм та „ісламізм“. Реалії та міфи у „війні з тероризмом“»
- 19 липня 2009 року у Сімферополі відбулася конференція «Від гніту і несправедливості капіталізму до світла Ісламу». Приурочено до 88 річниці розвалу Халіфату. На заході взяли участь більше 800 осіб.
- 3 жовтня 2009 року у Сімферополі відбулася Друга Жіноча Ісламська конференція під назвою «Найкраща мова — Книга Аллаха, найкращий шлях — Шлях Мухаммада». На конференції були присутні близько 800 осіб з різних регіонів України: Крим, Донецьк, Дніпропетровськ, Мелітополь, Харків, Кіровоград, а також були гості з РФ та країн Середньої Азії.
- 17 липня 2010 р. у Сімферополі відбулася Третя жіноча ісламська конференція під назвою «Актуальні проблеми мусульманки у сучасному демократичному суспільстві». Було зареєстровано 853 учасники конференції.
- 5 серпня 2012 р. у Сімферополі відбувся мітинг на підтримку народу Сирії.

Офіційні представники дають інтерв'ю, беруть участь у дебатах на таких відомих світових телеканалах як BBC, CNN, 4Channel, Al-Jazeera, Islamic Channel, Press TV.

### В Росії
З 14 лютого 2003 року Верховний суд РФ визнав організацію терористичною та заборонив її діяльність на території РФ, що стало наслідком притягнення низки учасників руху до кримінальної відповідальності. Так у жовтні 2008 року Національний антитерористичний комітет повідомив, що за рік було притягнуто до відповідальності 31 члена угрупування в Татарстані, Башкортостані, Курганській та Челябінській областях.
22 листопада 2019 року ФСБ РФ у взаємодії з підрозділами поліції та нацгвардії затримала сімох учасників та двох ватажків організації на території Москви, Татарстану і Тюменської області. За повідомленням ФСБ, затримані «члени структури здійснювали антиконституційну діяльність, засновану на доктрині створення так званого „всесвітнього халіфату“, руйнування інститутів світського суспільства і спрямовану на повалення насильницьким шляхом чинної влади».

### В тимчасово окупованому Росією Криму
Тимчасовий окупаційний суд РФ в Сімферополі провадить «розслідування» щодо діяльності організації на території півострова. На черговорму засіданні політв'язням Ремзі Бекірову, Осману Арифмеметову, Джемілю Гафарову, Рустему Сейтхалілову й Фарходу Базарову було продовжено утримання під вартою до 15 березня 2020 року.
Тим часом інший заарештований за справою, кримський татарин Теймур Абдуллаєв перебуває в Ростові-на-Дону в камері з порушенням температурного режиму, без гарячої води.
19 квітня 2020-го фігуранта справи Хізб ут-Тахрір кримського татарина Мусліма Алієва було етаповано до Таганрогу, з того часу він утримувався в одиночній камері СІЗО.
У травні 2020-го здоров'я одного з незаконно утримуваних окупаційною владою РФ в Севастополі, Джеміля Гафарова, суттєво погіршилось. Незважаючи на критичний стан здоров'я, його продовжили утримувати в СІЗО.

## Ідеологія
Основу політичної доктрини національно-визвольної організації складає ідея про відновлення релігійно-політичної структури часів Мухаммеда і його перших чотирьох наступників, коли халіфи обиралися з найбільш гідних. Наступні ісламські локальні та регіональні державні об'єднання (наприклад, халіфати та «халіфи») також визнані Халіфатами.

## Причини утворення
За офіційною версією організації, вона була утворена «у відповідь на заклик Всевишнього Аллаха», викладений у сурі 3, аяті 104 Корану: «І нехай буде серед вас група, яка закликає до добра (Ісламу), наказує схвалюване та забороняє засуджуване. Ці — досягли успіху».

## Діяльність
Діяльність партії зі встановлення держави зосереджена у визначених нею деяких мусульманських країнах. У інших же мусульманських, а також немусульманських країнах згідно із заявою офіційних представників партії ведеться ідеологічна та пропагандистська діяльність, спрямована на заклик мусульман до суворого слідування законам своєї релігії, а немусульман — до прийняття Ісламу. Низка дослідників звинувачує партію у зв'язках із терористичними організаціями, однак, дана інформація досі не підтверджена хоч трохи значущими доказами. Абсолютно всі незалежні експерти сходяться на тому, що діяльність Хізб ут-Тахрір хоча і відверто суперечить демократичним цінностям, але усе ж не є злочинною, а також далека від тероризму та силових дій.

## Заходи
- Британія. Виступ доктора Ахмеда Ісрара на Конференції «Халіфат» 1994 року — це перша конференція з такою тематикою, проведена на Заході. Місце проведення — Лондон, Уемблі, Криті арени. На конференції були присутні близько 8000-10000 осіб.
- Україна. 11 серпня 2007 року, у Сімферополі відбулася конференція на тему «Іслам. Вчора, сьогодні, завтра». Ця конференція була приурочена до однієї з найтрагічніших дат для усіх мусульман, 28 Раджаб, 3 березня 1429 р. — день зруйнування Халіфату, і була частиною подібних заходів, проведених у ці дні по всьому світу. Україна. 22 березня, 2008 р. у Сімферополі пройшла конференція «Хіджра Посланця Аллаха — шлях до величі». Вона була приурочена до дати встановлення Пророком Мухаммадом Ісламської держави.
- Україна. 2 серпня 2008 р. Сімферополь конференція «Радикалізм, Екстремізм та „Ісламізм“. Реалії та Міфи у „Війні з тероризмом“»
- Кенія. 3 серпня 2008 р. Конференція організована Хізб ут-Тахрір, у Момбасі, Кенія. 28 Раджаб 1429 р..
- Велика Британія. 16 серпня 2008 року — тисячі делегатів були присутні на конференції, організованій Хізб ут-Тахрір у Лондоні. Міжнародна конференція: «Халіфат — необхідність політичної єдності». Ця конференція є частиною глобальної діяльності після аналогічних подій у Палестині, Іраку, Індонезії, Лівані, Бангладеш, Україні, Австралії, Пакистані та Ємені.
- Україна. 19 жовтня 2008 р. Сімферополь Перша Всекримська Жіноча Ісламська конференція «Жінка під затінком релігії Аллаха».
- Судан. Всесвітня конференція в Хартумі, яка відбулася 3 січня 2009 року, на тему «На шляху до спокійного безпечного світу під затінком економічної системи Ісламу».
- Велика Британія та Ліван. Дві прес-конференції Хізб ут-Тахрір у Лондоні та Бейруті, проведені 3 квітня 2009 року, на наступний день після саміту G20 у Лондоні, на яких була презентована нова книга «На шляху до спокійного безпечного світу під затінком економічної системи Ісламу». І чимало інших громадських акцій та заходів, які проводилися партією по всьому світу.
- Ліван. Липень 2009 року Конференція «Джихад в Ісламі». Четверта щорічна конференція.
- Україна. 19 липня 2009 року у Сімферополі відбулася конференція «Від гніту і несправедливості капіталізму до світла Ісламу». Конференція була приурочена до 88 річниці розвалу Халіфату. На заході взяли участь більше 800 осіб.
- Дві прес-конференції були проведені на адресу засобів масової інформації у ході конференції «Халіфат», яка відбулася у Чикаго, під заголовком «Захід капіталізму і світанок Ісламу».
- США. 19 липня 2009 року — Конференція «Халіфат», яка пройшла у Чикаго, під заголовком «Захід капіталізму і світанок Ісламу».
- Такі ЗМІ як ABC, CBS, FOX та інші друковані та онлайн ресурси були присутні протягом дню на конференції, яка відбулася 19 липня. Інтерв'ю узяли в Абдулли Бін Асад (офіційний представник Хізб ут-Тахрір у США) та в д-ра Мохаммада Малкаві (заступник прес-секретаря)
- Пакистан. Конференція «Халіфат», організована партією в Ісламабаді на тему «Одна Умма — Одна держава: Новий світовий лад».
- Україна. 3 жовтня 2009 року, у Сімферополі пройшла Друга Жіноча Ісламська конференція під назвою «Найкраща мова — Книга Аллаха, Найкращий шлях — Шлях Мухаммада». На конференції були присутні близько 800 осіб з різних регіонів України: Крим, Донецьк, Дніпропетровськ, Мелітополь, Харків, Кіровоград, а також були гості з Росії та країн Середньої Азії.
- Україна. 17 липня 2010 р. у Сімферополі відбулася Третя жіноча ісламська конференція під назвою «Актуальні проблеми мусульманки у сучасному демократичному суспільстві». Зареєстрованих учасників конференції виявилося 835 осіб, не включаючи пресу та орг. групу.
- Україна. 5 серпня 2012 р. У Сімферополі відбувся мітинг на підтримку народу Сирії.
- Офіційні представники дають інтерв'ю, беруть участь у дебатах на таких відомих світових телеканалах як BBC, CNN, 4Channel, Al-Jazeera, Islamic Channel, Press TV.